# Sand (Magyarország)
Sand község Zala vármegyében, a Nagykanizsai járásban, a Zalai-dombságban, a Zalaapáti-hát területén.

## Fekvése
Sand község Zala és Somogy vármegye határán egy erdőségekkel övezett területen fekszik, távol a 7-es főút zajától. Nagykanizsától légvonalban 10 kilométerre kelet-délkeletre található. Két irányból közelíthető meg: Nagykanizsa felől a 61-es főút bagolai elágazónál lefordulva, illetve a 7-es főút felől a galamboki elágazónál letérve; mindkét irányból a 6832-es út vezet a településre.

## Története
A falu története két részre osztható.
Az első rész az alapítástól az 1700-as évek közepéig tart. A török megszállás és a mértéktelen adóztatás következtében a település elnéptelenedett, pusztasággá vált.
A második rész 1745-től, az újra megtelepedéstől napjainkig tart.

### 1372-1745
Az első ismert írásos említés Sandról 1372-ből származik, ahol az akkori feljegyzések alapján Sond néven említik a települést. Valószínűleg sokkal régebben is lakott hely lehetett, de Magyarországon csak az 1300-as évek elején kezdődött az írásos nyilvántartás. Ebben az időben királyi birtok volt a falu, a király adta érdemeket szerzett híveinek használatába vagy bérbe.
1406-ban a király Berzenczei Györgynek adományozza. Később Török László kapja zálogba az ekkor már Sand néven nevezett települést. 1457-ben újra a Berzenczei Sandrin a falu tulajdonosa, de ő zálogba adta Pakosi Pálnak. 1473-ban Berzenczei Lórántfi Márton egyes részeinek a gazdája. 1486-ban Mátyás király adja az egykor Török László által bírt területeket Tolnai Bornemissza Jánosnak, de ő csak felére tertott igényt. 1536-ban Lóránth Miklós, majd 1550-ben Nagy Máté a falu földesura. A török megszállás következtében már megkezdődött az elnéptelenedés. 1565-66 évi török kincstári fejadólajstrom szerint már csak 6 ház voolt itt. A török kiűzése után, 1701-től Szegedi Pál alispáné a már néptelen puszta. 1726-ban Inkey János a terület gazdája. A mezőszegedi Szegedy család, Antal, Ferenc, László a tulajdonosa 1733-tól kezdve.
Az elpusztult falu romjaiból néha még ma is fordít ki az eke leleteket, ugyanis a falurégi helyén ma szántóföld van. A régi községben volt egy kápolna, a lakosok keresztények voltak.

### 1745-1848
A török megszállás után az ország elnéptelendett részeit új telepesek vették birtokba, Sand esetében ez 1745-ben történik meg. Az akkori birtokosa a pusztává vált területnek Mezőszegedi Szegedy Ferenc volt. Ő Pápán élt és a lakhelyétől távol lévő birtokát bérbe adta művelésre és letelepedésre a Tótságból (a mai szlovéniai Muravidékről) jövő négy szlovén nemes családnak, akik két évtized alatt falut építettek az elhagyott területen. Az urasággal kötött szerződésben kötelezettséget vállaltak új letelepedők befogadására is. A szerződés, amelyben jóval magasabb összeget adtak a területért, mint addig bérlők, mégis kedvezőnek bizonyult számukra, hiszen szépen gyarapodtak. Az akkori leírások szerint "a község jómódú volt, szántóföldje, állatai, méhei voltak és a szőlőhegyen bora termett". A szőlőnek való területet erdőirtással szerezték, ezért Szegedy Ferenc tíz évre elengedte a hegyvámot és a bérösszeget felére csökkentette. A megállapodásnak ez a része csak szóban köttetett meg.
Szegedy Ferenc halála után Szegedy Mihály kétségbe vonta, hogy az apja a sandiaknak bármilyen ígéretet tett volna, sőt látva a falu gyarapodását a bérleti díjat is felemelte és robotra kötelezte őket. A község lakói ellenálltak a földesúr akaratának és perbe szálltak vele. A későbbiek során kiderült, hogy ez súlyos hiba volt, mert jelentős kára származott belőle a falu lakóinak. A per 1762-ben kezdődött és több mint száz évig tartott. Nem csak a per, hanem a mérhetetlen szenvedés is amit okozott, terhelte a lakosságot. Szegedy Mihály, aki nagy befolyással bírt Somogy vármegye vezetésében, elintézte, hogy a vármegye több alkalommal Sandra vezényelte hajdúit, néhányszor pedig katonaságot küldött a falura. Ezeknek az akcióknak a terheit mindig a lakosság fizette meg.
A szerződésben szerzett jogaikért eljáró két községi elöljárót, Frantzia Mátyást és Gerencsér Mihályt pedig úgy megverték Kaposváron, hogy egyikük belehalt sérüléseibe, a másik életet végéig nyomorék maradt. Az úriszék elmarasztalta a sandiakat, a törvényszék helybenhagyta és felterjesztette Budára a Helytartótanácshoz, onnan pedig Bécsbe a császári hivatalhoz került az ügy. A bécsi Udvar kifejezte nemtetszését a katonai megszállással szemben, és nyomására a Helytartótanács néhány dologban visszaállította a sandiak jogait. Az erős vármegye azonban megmásította és elszabotálta a felsőbbség határozatát. A sandiak érezték, hogy becsapták őket, és a kivezényelt katonasággal szembeszálltak, 1790-ben még tűzharcra is sor került. A vármegye ekkor felemelte a megszállók létszámát 100 főre, és lázadóknak minősítette a lakosokat. A Helytartótanács pedig követelte a lázadás vezetőinek megnevezését. Ezt nem sikerült kideríteni, mert a község lakossága rendkívül egységes volt.
1812-ben az uraság a kocsma és a mészárszék hasznát akarta megszerezni, az úriszék meg is ítélte neki, de ezt már a Helytartótanács sem hagyta jóvá. Az erdők kérdésében szintén a sandiaké lett az igazság.
1818-ban a Bécsből kapott utasítás alapján a Helytartótanács újabb vizsgálatot rendelt el. Szólni kell arról, hogy az ügy elhúzódásáért 1818-as megyegyűlésen a küldöttek Bécs "jobbágyvédő" intézkedéseit okolták. Szegedy uraság egyáltalán nem sietett végrehajtani a felsőbbség határozatait, sőt favágást rendelt el a sandiak által bírt erdőben. A lakosok, mikor észrevették a favágókat, elkergették őket.
A vármegye urai mindent elkövettek a földesúr érdekeinek védelmében, a Helytartótanács pedig egyszerre akart megfelelni a vármegyének és Bécsnek, így aztán határozatai felemásak.
1821-ben a vármegye jelenti a nádornak, hogy a sandiak és a földesúr közötti viszály békés elintézése nem sikerült.
1822-ben a vármegye újra karhatalom kirendelésének engedélyezését kérte a helytartótanácstól, de az nem járult hozzá.
1825-ben a király rendelete szerint az uraságnak visszatérítést kellett fizetnie, amit az a bíróságon letétbe helyezett, így megint kijátszotta a község lakóit. Közben a vármegye folyamatosan karhatalom kirendelését szorgalmazta a Helytartótanácstól de az nem járult hozzá.
1832-ben aztán az újabb kirendelési kérelem után a Helytartótanács kétértelmű válaszát a vármegyei apparátus úgy értelmezte, hogy kirendelheti a katonaságot Sandra. Ekkor a földesúr a sandiak gabonájának egy részét le akarta arattatni a karhatalom védelme alatt. 400 paraszt kapott kaszára, kapára, puskára és a katonaságot visszavonulásra kényszerítette. Végül aztán a megerősített katonasággal csak levágatta a földesúr a gabonát, még a karhatalom tartását is megfizettették a falusiakkal.
A per csigalassúsággal haladt, de a lázításért perbe fogott nemes Kósa Jánost és nemes Novák Sámuelt szinte napok alatt elítélték 1837-ben. Zakots Jánost csupán azért ítélték el, mert levelet vitt Budára és Bécsbe, melyben a sadiak panaszaikat írták le. Elítélték még Gerencsér Ferenc bírót, Zakots Ferencet, Lendvai Miklósnét. A közös büntetés még elrettentőbb volt, közel 50.000,- Forintot kellett fizetniük.
A sandiak perét aztán a jobbágyfelszabadítás oldotta meg. A falu a viszontagságok ellenére is gyarapodott. 1773-ban már 44 család lakik itt. 1806-ban felépítik a máig is álló evangélikus templomot.
1848-ban írják, hogy kétszer annyi katonát adott mint a szomszédos, nagyobb települések.

### A kiegyezéstől 1945-ig
A kiegyezés után gyors gyarapodásnak indult a falu. lakossága ekkor meghaladta a 800 főt. Evangélikus parókia épült, majd evangélikus és római katolikus elemi iskola.
A fejlődés ütemét az I világháború törte meg. A hősi halottak száma 38 volt. Az itthonmaradottakat tűzvész sújtotta, melyben teljesen leégett a község egy utcája.
A háború után újból fellendülés következett. A Hangya Szövetkezet és a Közbirtokosság megalakulása adott lendületet a gazdaságnak.
Egyesületek jöttek létre, ekkor alakult az Önkéntes Tűzoltó Egyesület, a Polgári Lövész Egyesület, Levente Egyesület. Az egyházak kebelén belül ifjúsági egyesületek működtek, amelyek kulturális rendezvényeket tartottak.
1929-ben kezdték építeni az új kocsmát, amelynek megtoldásával alakult ki a mai kultúrház.
A község lakossága meghaladta a 900-at. Említésre méltó, hogy a községnek volt szegényháza, melyben a helyi hajléktalan szegényeket helyezték el.
A falu katolikus lakossága 1930-ban felépítette kápolnáját. A lakosság anyagi erejét most már gazdasági világválság és a küszöbön álló háborúra készülődés emésztette.
A II világháború alatt 26 fő esett el. Az itthonmaradottak értékeinek egy része a háború és a megszállás következtében semmisült meg.

### 1945-től napjainkig
A háború után a gazdálkodás keservesen kezdődött. Ekkorra már rájött a parasztember arra, hogy ha gyermekének jobb sorsot akar, akkor iskoláztatnia kell. A nyugati fogságból hazatérők látták, hogy az ottani mezőgazdaságot képzett emberek művelik. Az itteni emberek gyermekeiből egy megyére való agrármérnök került ki, akikből a helyi szövetkezetbe aztán egy sem jutott.
1945-től 1990-ig befejeződött a belterületi utak portalanítása, járdák épültek, a villanyvezeték-hálózat 1960-ban, a vízvezeték-hálózat 1980-ban épült ki, mindemellett az 1960-as évek közepén egy új iskolaépület is létesült.
A község hagyományos gazdálkodó szervezetei megszűntek, vállalkozóiból bérmunkás lett, egyesületei felszámolták. Gazdaságilag, közigazgatásilag, politikailag is elvesztette önállóságát.
1990-es változások után a falu kezdi visszanyerni régi önmagát.

## Gazdasága
Napjainkban a legtöbben a mezőgazdaságból élnek a faluban.  Háborítatlan a környezet, a térség vadállománya miatt kedvelt. Jelentős szőlőterület is tartozik a községhez.
1991 után kis parcellákon intenzív gazdálkodás kezdődött. A hasznot a málna, a szeder, az őszibarack és a fenyőfa hozta.

## Közélete

### Polgármesterei
- 1990–1994: Ádám József (FKgP)[3]
- 1994–1998: Ádám József (független)[4]
- 1998–2002: Györek László (független)[5]
- 2002–2006: Györek László (független)[6]
- 2006–2010: Hábli Nándor (független)[7]
- 2010–2014: Hábli Nándor (független)[8]
- 2014–2019: Hábli Nándor (független)[9]
- 2019–2024: Hábli Nándor (független)[10]
- 2024– : Hábli Nándor (független)[1]

## Népesség
A település népességének változása:
| Lakosok száma | 404  | 397  | 386  | 346  | 346  | 343  | 346  |
|               | 2013 | 2014 | 2015 | 2021 | 2022 | 2023 | 2024 |

A 2011-es népszámlálás idején a nemzetiségi megoszlás a következő volt: magyar 97,15%, horvát 1,2%. A lakosok 32,6%-a római katolikusnak, 1% reformátusnak, 21,6% evangélikusnak, 1,24% felekezeten kívülinek vallotta magát (43,5% nem nyilatkozott).
2022-ben a lakosság 91,3%-a vallotta magát magyarnak, 1,4% németnek, 0,9% horvátnak, 1,4% egyéb, nem hazai nemzetiségűnek (8,1% nem nyilatkozott; a kettős identitások miatt a végösszeg nagyobb lehet 100%-nál). Vallásuk szerint 44,5% volt római katolikus, 18,8% evangélikus, 1,2% református, 0,3% egyéb keresztény, 0,6% egyéb katolikus, 4,9% felekezeten kívüli (29,8% nem válaszolt).

## Nevezetességek

### Helyi jelentőségű épületek
Legfontosabb nevezetessége az 1806-ban épült, mára műemlék evangélikus templom.
Másik fontos középület az 1930-ban a falu katolikus közössége által emelt római katolikus kápolna.

### Műemlékek
A templomkertben található a világháborús emlékmű, amelyen a háborúkban elhunytak névsora olvasható.
2000-es évek közepén egy nagyobb viharban egy közeli fa letörte az emlékmű tetején álló Turul madarat, amelynek helyreállításában a falu közössége nagymértékben hozzájárult.

## Oktatás
Régebben a faluban két iskola is működött.
A Sandi Római Katolikus Elemi iskola volt az egyik, melynek tanítói voltak:
- Grafics Lajos
- Szolár Béla
- Nagy Károly
- Vajda Lajos
- Fehér Lajos

Valamint a Sandi Ághostai Evangélikus Elemi Iskola, melynek tanítói voltak:
- Novák Elek
- Hajas Gyula
- Horváth Pál
- Czéh Sándor
- Zámbó Gábor

20. században a két egyházi iskola egyesült egy világi iskolává, melynek igazgatójává Zámbó Gábort választották.

## Testvértelepülése
- Őrihodos, Szlovénia.

## Külső hivatkozások
- Sand – Zala Megye Kézikönyve – Hatvan – CEBA K., 1998.djvu[halott link]